# Josep Maria Cañellas
Josep Maria Cañellas (Reus, Baix Camp, 1856 - París, 1902) fou un fotoperiodista català.

## Biografia
Nascut a Reus s'establí a París on es formà i realitzar gran part de la seva obra. Se'l valora, principalment, per establir els principis del fotoperiodisme actual.
Començà a treballar al voltant del 1880, època en què es produïren canvis importants en les tècniques fotogràfiques, sembla que es va iniciar com a fotògraf a preu fet, en modestos i humils estudis situat al popular barri de Montmartre, però va exercir en diverses localitzacions de París. A les acaballes del segle comença a aconseguir un cert reconeixement professional i econòmic entre la crítica parisenca. Canvia la seva residència a l'Avenue Wagram i entra com a membre de l'associació de fotògrafs professionals La Chambre Syndicale. El 1900 guanya una medalla de bronze a l'Exposició Universal d'aquell any. Els seus treballs va ser utilitzats com si fossin apunts del natural per diversos artistes de l'època.
La seva obra consta de sèries remarcables de nus femenins, retrats, retrats de temàtica infantil, estudis d'animals, instantànies de carrers.

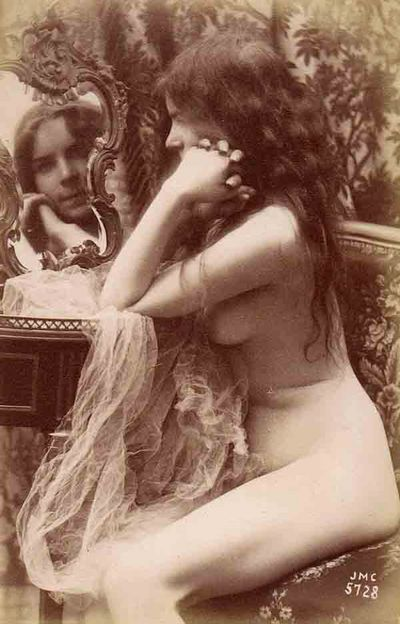
Nu femení

Cal destacar la seva obra més voluminosa i coneguda com l'Àlbum Rubaudonadeu, que consta de 555 fotografies, repartides en 5 àlbums, fetes per encàrrec de Josep Rubau Donadeu i Corcellés, durant l'hivern de 1888 i 1889 i que documenten de manera molt innovadora per l'època la vida quotidiana, les formes de treball, els oficis, les fires i mercats, l'art, l'arquitectura, de Figueres i els pobles de la comarca de l'Alt Empordà.

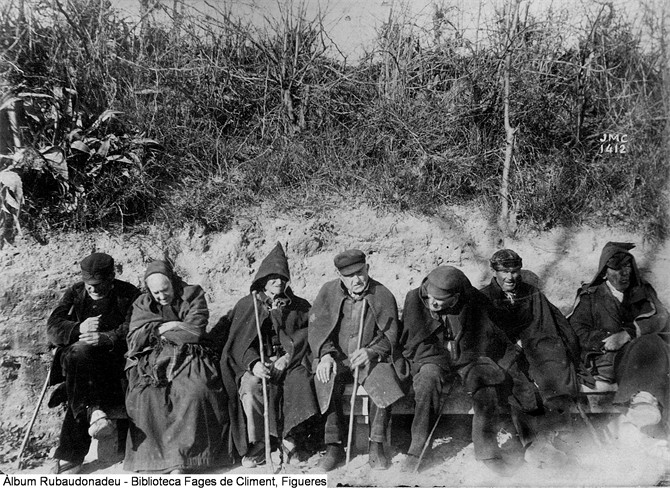
Vellets prenent el sol

Encara que poc coneguda, l'obra d'en Cañellas ha estat utilitzada i valorada en diverses publicacions especialitzades en fotografia, en exposicions.